# Ритъмът на мечтите 2
„Ритъмът на мечтите 2“ (на хинди: ससुराल सिमर का, Sasural Simar Ka 2) е индийски сериал, чието излъчване започва на 26 април 2021 г.

## Актьорски състав
- Дипика Какар – Симар Барадвач
- Радика Мутукумар – Симар Нараян
- Таня Шарма – Рима Нараян
- Авинаш Мукхерджи – Арав Освал
- Каран Шарма – Виван Освал
- Джаяти Бхатия – Джитанджали Деви / Нирмала Барадвач
- Шакти Сингх – Авинаш Нараян
- Анита Кулкарни – Инду Нараян
- Шубанги Тамбале – Рома Мишра
- Акаш Джага – Гаган Нараян
- Аарав Чоудхари – Гаджендра Освал
- Раджеев Павел – Гирираж Освал
- Шитал Тхакар – Сандия Освал
- Вибха Бхагат – Читра Освал
- Лийна Прабхуас – Шобха Мишра
- Авинаш Сахиджвани – Манодж Мишра
- Салман Шейх – Дас Девеш